# Сарпедон

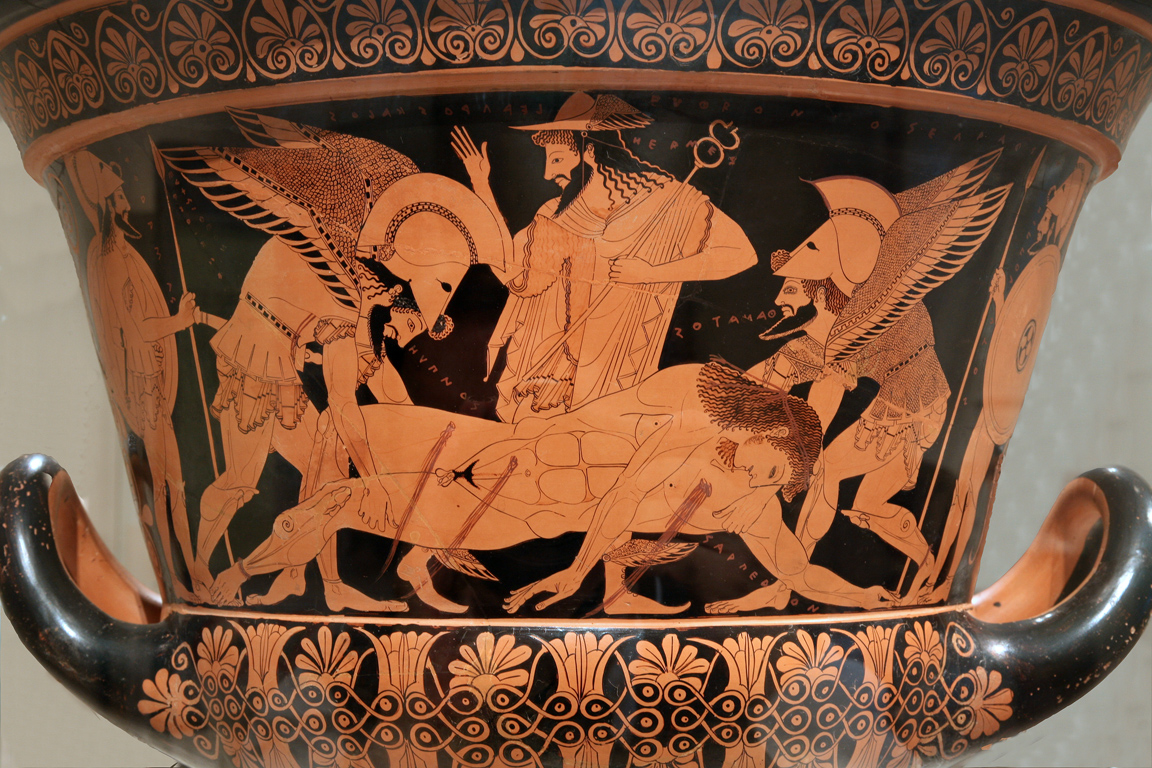
Кратер Сарпедона, вазописець Ефроній

Сарпедон (грец. Σαρπηδὠν) — син Зевса та Європи, брат Міноса й Радаманта. Посварившись із братами, Сарпедон утік у Карію до царя Кілікса й допоміг йому в війні проти лікійців; за це Кілікс віддав йому Лікію. З ласки Зевса Сарпедон прожив утричі більше, ніж триває життя людини;
Сарпедон — син Зевса й Лаодамії, онук Беллерофонта, цар лікійців, що згадується в «Іліаді» як один з найсміливіших союзників троянців. Коли Сарпедона вбив Патрокл, Зевс звелів Сну і Смерті перенести його тіло в Лікію. Очевидно, в обох міфах ідеться про легендарного родоначальника лікійських володарів.
Сарпедон — фракієць, син Посейдона та брат Полтіса. Епонім миса Сарпедон. За зухвальство був вбитий Гераклом.